# 1972년 하계 올림픽 수영
제20회 하계 올림픽 수영 경기는 1972년 서독 뮌헨에서 열렸다. 52개 국가에서 532명의 선수가 이 대회에 참가했다.

## 세부종목
- 자유형: 50m, 100m, 200m, 400m, 800m (여자), 1500m (남자)
- 배영: 100m, 200m
- 평영: 100m, 200m
- 접영: 100m, 200m
- 개인혼영: 200m, 400m
- 릴레이 경기: 400m 자유형, 800m 자유형, 400m 혼계영